# レガシーOS
レガシーOSとは、コンピュータのオペレーティングシステムのうち、OSベンダーのサポートが終了したものを指す。

## 概要
OSは発売後もバグやセキュリティホールの修正および、新機能の追加などが行われるが、当該バージョンもしくは次期バージョンの発売から一定期間が経過すると、OSベンダーによる問題修正パッチの配布などが打ち切られる。このような状態になったOSが「レガシーOS」である。
レガシーOSでは脆弱性が見つかっても是正する手段がなく、ソフトの対応も打ち切られる場合が多い。しかし費用や互換性の問題などからレガシーOSの使用を継続せざるを得ない状況も生じている。

### サポート ライフサイクル
Windowsには「サポート ライフサイクル」と呼ばれる方針が存在し、メインサポートフェーズ及び延長サポートフェーズに分けられる。前者はすべての製品に適用され、問題の修正のほかに新たな機能追加も行われる。後者はビジネス用製品のみ適用され、問題修正は行われるが新機能追加は行われない。期間は前者が発売から5年間または次期製品発売から2年間のうちの長い方、後者は延長サポートフェーズ移行から5年間または次々期製品発売から2年間のうちの長いほうとなる。このライフサイクルが終了するとレガシーWindowsとなる。ただしサポート期間は延長される場合も多い。
サービスパックにもサポート期間が設けられており、次のサービスパックがリリースされて24ヶ月が経過すると、OS自体のサポート期間が残っていてもサポート終了となる。この場合、その時点でリリースされている最新のサービスパックを適用する必要がある。